# Char léger T92
Pour les articles homonymes, voir T92.
Le T92 est un char léger américain développé dans les années 1950 par AAI Corp.

## Développement
En 1952, l'armée américaine annonce le lancement d'une compétition pour la création d'un nouveau char léger. le char devait remplacer M41 Walker Bulldog tout en étant aérotransportable. Il devait néanmoins garder la mobilité, la puissance de feu et le niveau de protection de ce dernier. Une douzaine d'entreprises lancèrent leur projet et les trois plus prometteurs furent sélectionnés en 1953, le T92 de AAI Corp, le T71 de Cadillac et un projet du Detroit Tank Arsenal.
En 1958, le T92 était prêt à entrer en production mais le dévoilement du PT-76 soviétique, un char léger amphibie démontra la nécessite pour les Etats Unis de se doter d'un blindé léger pocédant une capacité amphibie. Rendre le T92 amphibie n'était pas envisageable et le projet fut abandonné en juin 1958.
Le concours aboutira a la mise en service du M551 Sheridan de la Allison Engine Company en 1966.

## Description

### Armement
La tourelle du T92 est inhabituellement large et plate, elle est montée d'un canon rayé à haute vélocité T185E1 de 76 mm dans une nacelle entre deux tourelleaux. Le T185E1 est une variante du canon M32 de 76 mm du M41 Walker Bulldog mais avec un tube changeable plus rapidement et monté là l'envers pour être compatible avec le système de chargement semi-automatique. Les fonctions de rotation de la tourelle et de tir pouvaient aussi être assurées par la chef de char. Les douilles vides sont automatiquement éjectées pas une trappe située à l'arrière de la tourelle. Une mitrailleuse M37 coaxiale de 7,62 mm est installée au dessus du canon.
le tourelleau de droite est occupé par le chef de char et armé d'une mitrailleuse lourde M2 Browning de 12,7 mm. Le tourelleau de gauche, occupé par le tireur est armée d'une mitrailleuse M37. Ces deux tourelleaux ont un débattement de 194° et une hausse de −10 à 60°. Le chargeur est assis sur une selle, à l'arière droit de la tourelle, derrière le tireur et un rack de 7 obus. Il a aussi accès un un rack de 24 obus situés derrière le chef de char. 28 obus supplémentaires sont stockés dans un compartiment séparé de chaque cotés des portes arrières, derrière  les réservoirs de carburant.

### Blindage
Le chassis du T92 consiste en un assemblage de pièces moulées et de plaques de blindage soudé.
Malgré un niveau de protection équivalent au M41, l'utilisation de panneaux de blindage très anglés et de matériaux plus légers permet d'obtenir un véhicule allégé de 8 tonnes. Des trappes d'accès en un alliage d'aluminium permettent d'accéder au groupe motopropulseur, aux batteries et à l'APU. 
Le compartiment du moteur situé à l'avant droit du châssis est enfermé dans des parois coupe-feu en acier soudé. L'APU et les batteries sont situées à l'avant gauche, devant le conducteur et également séparés par des plaques d'acier coupe-feu. 
Les garde-boues sont faits d'un alliage d'aluminium et de plastique renforcé de fibres. Le conduit d'échappement occupe l’entièreté du garde-boue de droite. Le réservoir de carburant pour l'APU est situé dans la partie avant du garde-boue de gauche, le reste du garde-boue est occupé par du stockage.

### Train de roulement
Le train de roulement du T92 est constitué de 4 galets de chaque côtés, les roues arrière servent de roues folles réglables pour contrôler la tension des chenilles. La suspension du T92 inclut le système Torsilastic de Goodrich qui est constitué de huit cylindres fixés aux côtés du châssis ce qui permettait de gagner de la place à l'interrieur du véhicule. ce système fut ensuite utilisé sur le M50 Ontos et le LVTP-5.

### Caractéristiques
|                                   | T92                                            |
| --------------------------------- | ---------------------------------------------- |
| Longueur                          | 6,3 m                                          |
| Largeur                           | 3,1 m                                          |
| Hauteur                           | 2,3 m                                          |
| Garde au sol                      | 43,1 cm                                        |
| Vitesse maximale                  | 56 km/h                                        |
| Passage à gué                     | 1 m                                            |
| Pente franchissable               | 31°                                            |
| Franchissement de tranchée        | 1,8 m                                          |
| Franchissement de mur             | 0,8 m                                          |
| Autonomie                         | 340 km                                         |
| Puissance                         | 250 kW à 3 200 tr/min                          |
| Puissance massique                | 15,0 kW/t                                      |
| Couple                            | 800 N m à 2 500 tr/min                         |
| Masse en ordre de combat          | 16 860 kg                                      |
| Pression au sol                   | 66 kPa (chenille T110) 75 kPa (chenille T85E1) |
| Armement principal                | T185E1 76 mm                                   |
| Hausse                            | 20 à −10°                                      |
| Vitesse de rotation               | 24°/s                                          |
| Vitesse d'élévation               | 4°/s                                           |
| Munitions de l'armement principal | 60 obus                                        |
| Cadence de feu                    | 12 coups/min                                   |